# Georg Klindworth
Georg Klindworth (* 16. April 1798 in Göttingen; † Januar 1882 in einem Vorort von Paris) war ein deutscher Diplomat und Geheimagent, der in Diensten mehrerer europäischen Staatsmänner und Fürsten stand.

## Leben und Wirken
Klindworth war das dritte Kind eines Mechanikers und Uhrmachers. Über seine Jugendzeit ist bisher nichts bekannt. Ab 1814 (?) studierte er Philologie an der Universität Göttingen, wo er 1817 promovierte.
Ab 1819 war Klindworth zunächst als Privatsekretär des portugiesischen Botschafters in Berlin tätig. In den Jahren 1821/22 stand er dann in preußischen Diensten. Der spätere preußische Justizminister und damalige leitende Polizeidirektor Karl Albert von Kamptz beauftragte Klindworth im Januar 1822 mit der Einziehung des von E. T. A. Hoffmann verfassten Werkes Meister Floh beim Verleger Friedrich Wilmans in Frankfurt am Main, da der Polizei Informationen zugetragen worden waren, denen zufolge Hoffmann Kenntnisse aus seiner dienstlichen Tätigkeit als Richter in das Werk einfließen lassen und den Polizeidirektor der Lächerlichkeit preisgegeben hatte. Als Agent Provocateur versuchte er, den Verleger Friedrich Arnold Brockhaus zur anonymen Veröffentlichung eines liberal-demokratischen Artikels zu bewegen. Das Vorhaben misslang und Klindworth musste Berlin verlassen. Drei Jahre später, 1825, war er Hauslehrer der Kinder einer Gräfin in Hildesheim. Im Jahr 1827 ging er nach Braunschweig, wo er in die Dienste von Herzog Karl II. von Braunschweig trat. Er wurde dort zunächst Privatsekretär im herzoglichen Kabinett und ab September 1828 Legationsrat für Auswärtiges. In dieser Funktion unterstützte er den Herzog unter anderem in einer Auseinandersetzung mit dem Königreich Hannover.
Im September 1830 wurde Karl II. gestürzt und floh nach England. Klindworth, der als Staatsrat von Karl II. fungierte, versuchte auf diplomatischen Wegen eine Rückkehr des Herzogs nach Braunschweig zu ermöglichen. Zunehmende Auseinandersetzungen hatten zur Folge, dass Klindworth im März 1832 die herzoglichen Dienste endgültig verließ, nachdem er sich bereits 1829 für kurze Zeit wegen zu geringer Entlohnung von dem Herzog getrennt hatte.
Klindworth ging jetzt nach Paris und trat ab 1832 für mehrere Jahre in die Dienste des französischen Königs Louis-Philippe I., in dessen Geheimkabinett er eine wichtige Rolle spielte. In den 1840er Jahren wurde er von dem österreichischen Staatsmann Metternich, dem britischen Außenminister Lord Palmerston und anderen europäischen Fürsten und Politikern mit diplomatischen Missionen und Agentenaufträgen betraut. Teilweise wirkte er auch als Doppelagent gleichzeitig für mehrere Auftraggeber.
Ab 1848 stand er in Diensten des Württembergischen Königs Wilhelm I., bis dieser ihn 1852 wegen Illoyalität entließ. Klindworth ging jetzt von Stuttgart nach Weimar. In den Folgejahren wurden ihm noch verschiedene Geheimmissionen übertragen, beispielsweise durch den russischen Zaren Nikolaus I. und seinen Nachfolger Zar Alexander II. Im Januar 1882 starb Klindworth in einem Vorort von Paris.
Klindworths (uneheliche?) Tochter Agnes Street-Klindworth (1825–1906) war eine Geliebte des Musikers Franz Liszt, mit dem sie eine ausgedehnte Briefkorrespondenz führte.
In der Literatur wird Klindworth als „bedeutender politischer Geheimagent von internationalem Format“ und als „a man of extraordinary ability, enterprise, amorality and ubiquity“ charakterisiert.